# 아시아 미술관 (베를린)
아시아 미술관(독일어: Museum für Asiatische Kunst)은 독일 베를린에 있는 미술관이다. 2020년부터 훔볼트 포룸의 일부가 되었다. 이전하기 전에는 베를린 슈테글리츠첼렌도르프구 인근에 있었다. 베를린 박물관 기관 중 하나이며 프로이센 문화유산 재단의 지원을 받고 있다. 약 20,000점의 아시아 유물을 소장하고 있어 세계에서 가장 큰 고대 아시아 미술 박물관 중 하나다. 이 미술관은 베를린 민족학 박물관과 같은 건물에 있다.